# Evo Hydrogen: Nova era energética
A Evo Hydrogen é uma organização brasileira fundada em outubro de 2023, dedicada a revolucionar o mercado de energia sustentável com soluções baseadas no uso do hidrogênio verde. A empresa foi criada por Marcelo Bezerra da Silva, engenheiro mecânico e cientista autodidata, em parceria com Daniel Fortes, investidor e entusiasta de tecnologias limpas.

## História
A Evo Hydrogen surgiu após anos de pesquisa. Inicialmente sem apoio externo, o engenheiro Marcelo desenvolveu protótipos e testou suas tecnologias de forma independente, contando apenas com o suporte de sua família. Com uma trajetória de mais de 13 anos de pesquisa, ele conseguiu criar um sistema eficiente e inovador que combina economia de combustível, redução de emissões e benefícios ambientais.
Com mais de 5.000 dispositivos instalados e aprovados em diferentes tipos de veículos, a tecnologia atraiu a atenção de investidores como Daniel Fortes. Juntos, eles fundaram a Evo Hydrogen, com o objetivo de expandir o acesso às tecnologias de hidrogênio sustentável, atendendo tanto ao mercado brasileiro quanto internacional.

## Hidrogênio Verde e o Futuro da Energia
O hidrogênio verde é considerado uma peça-chave na transição energética global. Produzido a partir da eletrólise da água utilizando fontes renováveis de energia, ele não gera emissões de carbono durante sua produção ou utilização. Essa característica o torna essencial para descarbonizar setores intensivos em emissões, como transporte, indústria e geração de energia.
No futuro, o hidrogênio verde desempenhará um papel central no fornecimento de energia limpa, oferecendo uma alternativa viável aos combustíveis fósseis. Além de reduzir a dependência de petróleo e gás, essa tecnologia pode contribuir significativamente para atingir metas globais de redução de gases de efeito estufa, estabelecidas por acordos internacionais como o Acordo de Paris.

## Processo de Desenvolvimento
Foi enfrentando os desafios do método tradicional de eletrólise, que consome muita energia e emite gases nocivos, que o novo método de produção de hidrogênio foi criado. A solução inovadora da Evo, utiliza 10 vezes menos energia elétrica, elimina substâncias químicas perigosas, como soda cáustica, e evita superaquecimento. O sistema também melhora a eficiência dos motores a combustão, reduzindo as emissões de CO2 em até 95% e promovendo a descarbonização.

## Produtos e Inovação
O principal produto da Evo Hydrogen é o Gerador de Hidrogênio Verde Veicular, que opera sob demanda. Ele utiliza um processo exclusivo e patenteado de eletrólise por ressonância para separar moléculas de água em hidrogênio e oxigênio. Esse hidrogênio é então injetado no motor a diesel ou a gasolina, promovendo uma combustão mais limpa e eficiente.

Os benefícios incluem:
- Redução de até 95% nas emissões de gases poluentes;
- Economia de combustível;
- Menor desgaste do motor e do óleo lubrificante;
- Adaptação para diversos tipos de motores em setores como transporte e mineração.
O sistema dispensa o armazenamento de hidrogênio, eliminando riscos de explosão e aumentando a segurança operacional. Ele requer apenas pequenas quantidades de água e eletrólito, com manutenção mínima.

## Impacto Ambiental e Econômico
A tecnologia da Evo Hydrogen atende à crescente demanda por soluções que equilibram sustentabilidade ambiental e viabilidade econômica. Cada litro de diesel economizado reduz a emissão de 2,68 kg de CO2. Além disso, a economia gerada pela redução do consumo de combustível e da manutenção cobre rapidamente o investimento inicial, oferecendo um retorno financeiro atrativo. 

## Compromisso com a Sustentabilidade
A Evo Hydrogen alinha-se aos objetivos globais de redução de emissões de gases de efeito estufa, contribuindo para uma economia de baixo carbono.  Sua tecnologia possibilita que empresas e indivíduos diminuam sua pegada de carbono, atendendo a regulamentações ambientais e promovendo a cidadania corporativa sustentável.

Com sua abordagem inovadora, a Evo Hydrogen desempenha um papel crucial na transição energética, liderando a adoção do hidrogênio verde no Brasil e no mundo. A empresa continua investindo em pesquisa e desenvolvimento para ampliar o impacto positivo de suas soluções, reforçando seu compromisso com um futuro mais limpo e sustentável. 